# Charaxes jeromei
Charaxes jeromei är en fjärilsart som beskrevs av Birket-smith 1960. Charaxes jeromei ingår i släktet Charaxes och familjen praktfjärilar. Inga underarter finns listade i Catalogue of Life.